# Carl Gustav Herslev
Carl Gustav Herslev, född 5 juli 1901 i Köpenhamn, död efter 1970, var en dansk-svensk arkitekt, målare och illustratör.
Han var son till författaren Gustav Jensen och Alandra Hertzen och från 1933 gift med Nina Herslev. Herslev studerade bland annat vid Köpenhamns Teknisk skole 1919–1925 och vid den danska konstakademien samt under ett flertal studieresor till Tyskland under 1930-talet. Han flyttade till Sverige 1938 och ställde här ut separat på bland annat SDS-hallen i Malmö. Tillsammans med sin fru och Brita Neuberg ställde han ut Stockholm 1955. Hans konst består av stilleben, porträtt och landskap, som illustratör har han illustrerat ett antal danska böcker. Herslev är representerad med oljemålningen Fiskeläge vid Jægerspris i Gustav VI Adolfs samling.